# El marqués de Bradomín. Coloquios románticos
El marqués de Bradomín. Coloquios románticos (De markies van Bradomin. Romantische bijeenkomsten) is een toneelstuk uit 1906 van de Spaanse schrijver Ramón María del Valle-Inclán. 
Het stuk is een gedeeltelijke adaptatie van zijn roman Sonata de otoño - die vijf jaar eerder verscheen - waarin hij zich opnieuw buigt over de avonturen van de markies van Bradomin, een aristocraat met politieke sympathieën voor de 'Carlistas' die dol op vrouwen is.
El marqués de Bradomín werd opgevoerd in het Teatro de la Princesa te Madrid op 25 januari 1906. In het stuk speelden Francisco García Ortega en Matilde Moreno mee, en Josefina Blanco die later de vrouw van de auteur werd.